# Vũ Hội (xã)
Vũ Hội là một xã cũ thuộc huyện Vũ Thư, tỉnh Thái Bình, Việt Nam. 
Xã có diện tích 5,75 km², dân số năm 2020 là 11.622 người, mật độ dân số đạt 2.021 người/km².
Xã Vũ Hội được Ủy ban nhân dân tỉnh Thái Bình đề xuất Chính phủ quy hoạch đưa lên Đô thị loại V trực thuộc huyện Vũ Thư theo Quyết định 733/QĐ-TTg của Thủ tướng Chính phủ phê duyệt Quy hoạch tổng thể phát triển kinh tế - xã hội tỉnh Thái Bình đến năm 2020. 

## Vị trí địa lý
Xã Vũ Hội, huyện Vũ Thư là 1 xã nằm ngoại ô Thành phố Thái Bình thuộc vùng đồng bằng châu thổ sông Hồng có địa hình bằng phẳng với độ cao trung bình là 9 mét so với mặt nước biển,cách trung tâm thành phố Thái Bình khoảng 3 km.
- Bản đồ xã Vũ Hội: Vũ Hội có hình một cánh cung, dây cung là điểm giáp bờ sông Kìm phía Đông giáp xã Vũ Chính, phía Tây là đồng Kênh giáp Vũ Chính, bên kia sông là xã Vũ Phúc với dây cung khoảng 3.4 km, Thân cung bao bọc bời sông Kìm và một phần xóm Mỹ Am dưới cầu Cọi, Từ Dây cung tới tay cánh cung khoảng 1.45 km. Phía Bắc và Tây Bắc giám xã Vũ Chính thành phố Thái Bình. Phía Tây giáp xã Vũ Phúc, Việt Thuận, phía Nam giáp xã Vũ Vinh, Vũ Ninh, phía đông giáp xã Vũ Ninh.

Xã Vũ Hội nằm theo hình cánh cung bởi cánh cung là sông Kiến Giang và sông Kìm, dây cung là điểm nối từ xóm Phú Thứ trại giáp sông Kìm cho tới xóm Hiếu Thiện (đồng Kênh), chạy qua biển Địa phận thành phố Thái Bình.
• Phía Đông giáp với xã Vũ Ninh huyện Kiến Xương.
• Phía Tây giáp xã Vũ Phúc Thành phố Thái Bình
• Phía Nam giáp xã Vũ Vinh và xã Việt Thuận
• Phía Bắc giáp xã Vũ Chính Thành phố Thái Bình
• Xã Vũ Hội có các xóm: Trung Lập, Năng An, Bình An, Năng Tĩnh, Phú Thứ, Đức Lân, Hiếu Thiện, Hưng Nhượng, Mỹ Am.

## Lịch sử
Trước khi chia làm 9 thôn, Vũ Hội có 4 xóm Am Trại, Mỹ Hưng, Cổng Vọng, Phú Lập. Xã Vũ Hội được tách ra từ tổng Hội Khê.
Tổng Hội Khê nói riêng, làng Vũ Hội nói chung có truyền thống cách mạng, năm 1927 Làng đã có chi bộ Thanh niên Cách mạng Đồng chí hội. Làng có những người con trung kiên sớm giác ngộ cách mạng trước năm 1930. Những huyền thoại ấy có biệt danh " Nhật - Nguyệt- Hoàng- Kỳ - Cao - Chiếu- Diệu.
Năm 1949 giặc Pháp đổ bộ vào Thái Bình, làng Vũ Hội là một trong những cái nôi kháng chiến chống Pháp.
Pháo của Pháp kích từ sông Hồng vào khu nhà cụ Phu ở xóm Năng Tĩnh trúng hầm trú ẩn, rất nhiều thành viên trong gia đình thiệt mạng.
Ngay cạnh trục đường tỉnh lộ 223 (ĐT. 454) phía nghĩa trang Liệt sỹ có ngôi chùa Phổ Quang bị Pháp đốt phá, nay đã được xây mới hoàn toàn.
Theo Nghị quyết số 1666/NQ-UBTVQH15 ra tháng 6 năm 2025, sáp nhập tỉnh Thái Bình vào tỉnh Hưng Yên, giải thể đơn vị hành chính cấp huyện là Vũ Thư. Thành lập xã Thư Vũ trên cơ sở hợp nhất diện tích tự nhiên và dân số các xã của huyện này là Việt Thuận, Vũ Hội, Vũ Vinh và Vũ Vân.

## Kinh tế - Xã hội

### Kinh tế
- Đảng bộ và chính quyền đã lãnh đạo nhân dân tích cực hăng hái tăng gia sản xuất đóng góp công sức cùng với kinh phí của Nhà nước và của tập thể, sự ủng hộ của các cá nhân để xây dựng các công trình phúc lợi phục vụ sản xuất và đời sống dân sinh..
- Dưới sự lãnh đạo của Ban Chấp hành Đảng bộ xã Vũ Hội, 5 năm qua, kinh tế xã hội của địa phương có nhiều chuyển biến tiến bộ. Tổng giá trị sản xuất 5 năm (2016 – 2020) ước đạt 1.485,4 tỷ đồng; tốc độ tăng trưởng kinh tế bình quân đạt 11,93%/năm, vượt 2,7% mục tiêu đại hội đề ra. Hiện nay, tỷ trọng ngành nông nghiệp chiếm 13,8%, ngành công nghiệp, tiểu thủ công nghiệp, xây dựng cơ bản chiếm 50,18%; ngành dịch vụ thương mại chiếm 36,54% trong cơ cấu kinh tế. Cơ cấu lao động nông nghiệp chỉ chiếm 8,3% lao động địa phương. Thu nhập bình quân đầu người của xã hiện đạt 50,2 triệu đồng/năm, tăng 73% so với năm 2015. Tổng nguồn lực đầu tư xây dựng nông thôn mới giai đoạn 2016 – 2020 đạt 121,8 tỷ đồng.
- Các lĩnh vực văn hóa, xã hội của địa phương có nhiều chuyển biến tiến bộ, quốc phòng được củng cố, an ninh trật tự tại địa bàn luôn giữ vững. Đặc biệt, trong 5 năm qua, Đảng bộ xã Vũ Hội tổ chức kết nạp được 29 quần chúng ưu tú vào Đảng, đạt 116% chỉ tiêu đại hội; thi hành kỷ luật 11 đảng viên góp phần giữ nghiêm kỷ cương, kỷ luật của Đảng.
- Nhiệm kỳ 2020 – 2025, Đảng bộ xã Vũ Hội tập trung lãnh đạo phát triển kinh tế, phấn đấu tốc độ tăng trưởng kinh tế bình quân đạt 11,74%/năm; tỷ lệ hộ nghèo mỗi năm giảm 0,1% trở lên; Đảng bộ kết nạp thêm 25 đảng viên; 90% trở lên tổ chức chi bộ đảng hoàn thành tốt nhiệm vụ.

### Giáo dục
• Xã có 01 cơ sở Trường Mầm non Công lập; 01 cơ sở Trường Tiểu học cơ sở xã Vũ Hội và 01 Trường Trung học cơ sở xã Vũ Hội.

### Y tế
• Xã có trạm y tế nằm ngay trung tâm xã.
• Hệ thống y tế chăm sóc sức khoẻ cho nhân dân được quan tâm đầu tư cả về cơ sở vật chất lẫn con người, do đó các chương trình chăm sóc sức khoẻ được thực hiện tốt, phục vụ đủ nhu cầu khám chữa bệnh cho nhân dân không để xảy ra dịch bệnh...

## Giao thông
• Xã có trục đường tỉnh ĐT.454 (đường 223 cũ) chạy dọc trung tâm xã, nối thành phố Thái Bình đi phà Sacao sang tỉnh Nam Định. Là tuyến giao thông liên tỉnh huyết mạch tấp nập người qua lại.

## Làng nghề truyền thống
Nghề làm bún truyền thống ở xã Vũ Hội, thành phố Thái Bình đã có từ lâu, ban đầu chỉ là một nghề phụ trong những ngày nông nhàn. Theo thời gian, nghề làm bún dần khẳng định chỗ đứng, đem lại thu nhập, giải quyết công ăn, việc làm cho hàng nghìn người dân.
Từ xã thuần nông, thực hiện công cuộc đổi mới do Đảng khởi xướng và lãnh đạo, Vũ Hội (Vũ Thư) đã có những đổi thay ngoạn mục. Giá trị sản xuất từ ngành nghề TTCN chiếm 55% cơ cấu kinh tế, (nông nghiệp 25%, dịch vụ thương mại 20%). Toàn xã có 42 cơ sở sản xuất, trong đó 11 cơ sở sản xuất bún miến công suất 1-1,8 tấn/ngày. Nghề làm bún có từ xa xưa, cha truyền con nối. Thời ông bà xưa, nghề làm bún không chỉ khó nhọc còn rất công phu. Từ khâu đầu tiên (kén gạo) đến khâu cuối cùng (bắt sợi bún thành con bún) trải qua 13 công đoạn trong thời gian khoảng 7 ngày. Bí quyết tài tình là giữ bún không chua (mùa đông có thể để bún trong 2 ngày, mùa hè để 1 ngày). Ai cũng biết chỉ cần ngâm bột thật kỹ, thay nước nhiều lần, mùa hè tối thiểu ngâm gạo 3 ngày, mùa đông 7 ngày, kỹ hơn là ngâm bột nửa tháng, nhưng không phải gia đình nào cũng làm ra sợi bún có đủ tiêu chuẩn "thơm, mát dẻo, giòn".
Bây giờ, máy móc thay thế những khâu nặng nhọc, rút ngắn thời gian, tăng năng suất gấp 10-20 lần làm bún thủ công, nhưng về cơ bản vẫn phải tuân thủ nghiêm ngặt các công đoạn. Nhìn đôi tay bắt bún thoăn thoắt của họ, phần nào cho chúng tôi cảm nhận sự công phu của sợi bún dẻo thơm, chế từ hạt gạo cõng bao sương nắng. Mỗi ngày Vũ Hội sử dụng khoảng trên 2 tấn gạo chế biến bún, quanh năm số gạo sử dụng làm nghề tới 600- 700 tấn- một con số không hề nhỏ. Tận dụng phụ phẩm thừa từ làm bún, làm đậu, nấu rượu, những năm trước, chăn nuôi ở Vũ Hội khá phát triển. Chẳng có thứ quà nào từ bún có thể chế ra nhiều món đến thế: bún chả, bún nem, bún thang, bún ốc, bún riêu cua, bún ngan, bún vịt, bún măng, bún sườn, bún cá, bún bò, giò heo, bún mắm tôm...
Nâng cao chất lượng sản phẩm, mở rộng quy mô sản xuất gắn với bảo vệ môi trường là một hướng đi đúng đắn mang lại nhiều lợi ích không chỉ cho người dân và nền kinh tế địa phương mà còn góp phần duy trì, bảo đảm sự phát triển bền vững của một làng nghề truyền thống.